# لارش سدردال
لاش رونه سدردال (سوئدی: Lars Rune Söderdahl؛ ‏ تلفظ در سوئدی: [lâ:ʂ]؛ زادهٔ ۲۶ ژوئیهٔ ۱۹۶۴) بازیگر اهل سوئد است.

## زندگی‌نامه
سدردال در کروسبودا بزرگ شد و در مدارسی از جمله مدرسه‌ی سابق وِتینگه، که امروزه دبیرستان تیرِسو در محل آن قرار دارد، تحصیل کرد. در سال ۱۹۷۴، سدردال نقش «برادر کوچولو» را در فیلم «کارلسون روی پشت‌بام، بهترین کارلسون دنیا»، که بر اساس داستان‌های آسترید لیندگرن ساخته شده بود، به دست آورد. او در سال ۱۹۷۷ نقش اصلی «ماتیس» را در سریال تلویزیونی «آسمان و پنکیک» ایفا کرد. در همان سال، یکی از نقش‌های اصلی، یعنی «اسکورپان»، را در اقتباس سینمایی دیگری از آثار آسترید لیندگرن با نام برادران شیردل بازی کرد.
در بزرگسالی، او در یک مدرسه‌ی تئاتر آموزش دید. حدود سال ۱۹۹۰، سدردال صنعت فیلم و تلویزیون را ترک کرد تا به عنوان مبلغ مذهبی در آمریکای جنوبی فعالیت کند و مدتی نیز عضو کلیسای «کلمه‌ی حیات» در اوپسالا بود. در سال ۲۰۰۵،  سدردال در مالمو زندگی می‌کرد و در اداره‌ی پست مشغول به کار بود.